# Richard Sulík
Richard Sulík (* 12. ledna 1968 Bratislava) je slovenský ekonom, podnikatel, bývalý politik a zakladatel středopravicové liberální politické strany Sloboda a Solidarita (SaS), jejímž předsedou byl v letech 2009–2024. Od 9. července 2010 působil jako předseda NR SR až do krize způsobené neshodami při rozhodování o navýšení eurovalu. Dva dny po vzniklé krizi 13. října 2011 byl odvolán a nahrazen Pavolem Hrušovským. V letech 2020–2022 byl také ministrem hospodářství SR a místopředsedou vlády nejdříve ve vládě Igora Matoviče a posléze ve vládě Eduarda Hegera.

## Život
Má dvě mladší sestry. Ve dvanácti letech emigroval spolu s rodiči do Západního Německa, kde studoval fyziku a později ekonomii na Ludwig Maximilian Universität v Mnichově, avšak ani jedno zdejší studium úspěšně nedokončil. V roce 1991 se vrátil na Slovensko, kde založil firmu FaxCOPY a řídil ji 10 let. Ve firmě již nepůsobí a nemá v ní po prodeji žádný majetkový podíl.
V roce 2003 promoval na Ekonomické univerzitě v Bratislavě, na její Národohospodářské fakultě. Jeho diplomová práce byla základem slovenské daňové reformy z roku 2003. Tato daňová reforma zavedla rovnou daň 19 % ze všech druhů příjmů a sjednotila daň z přidané hodnoty na základní sazbu 19 % (v roce 2008 došlo opět k její novele).
Působil jako poradce ministrů financí Ivana Mikloše (2002–2003 ve vládě Mikuláše Dzurindy) a Jána Počiatka (2006–2007 v první vládě Roberta Fica). Od roku 2004 dva roky vedl společnost Odvoz a likvidácia odpadu, působící v Bratislavě.

### Předseda NR SR
Po úspěchu strany SaS v parlamentních volbách 12. června 2010 (12,14 %) byl zvolen předsedou Národní rady Slovenské republiky.
Sulíkova strana SaS v říjnu 2011 odmítla podpořit vládní návrh slovenské účasti na tzv. eurovalu. Otázka hlasování o eurovalu byla následně spojena s důvěrou vládě Ivety Radičové. Poslanci SaS svůj názor nezměnili, euroval nebyl schválen a vláda ztratila důvěru parlamentu. 13. října 2011 byl Richard Sulík odvolán z postu předsedy NR SR. Předsedou byl následně zvolen Pavol Hrušovský.
Richardovi Sulíkovi stoupla podle průzkumu Institutu pro veřejné otázky důvěryhodnost ze 3 % v únoru 2011 na 7 % o rok později. Sulík byl spolu s Danielem Lipšicem šestým nejdůvěryhodnějším politikem Slovenska.

### Pozdější politická kariéra
Dne 24. května 2014 získal poslanecký mandát ve volbách do Evropského parlamentu. Ve volbách v roce 2019 však na tento post znovu nekandidoval. V březnu 2020 se stal místopředsedou pro ekonomiku vlády Igora Matoviče a současně ministrem hospodářství SR. Sulík se zároveň dočasně ujal řízení ministerstva zahraničích věcí SR, protože Ivan Korčok, jenž byl na tento post nominován, se v den jmenování Matovičovy vlády po návratu ze Spojených států musel v důsledku pandemie koronaviru uchýlit do 14denní karantény.
Dne 23. března 2021 rezignoval na post ministra hospodářství SR a prezidentka Zuzana Čaputová pověřila řízením ministr dopravy a výstavby SR Andreje Doležala.
Dne 1. dubna 2021 byl jmenován ministrem hospodářství a místopředsedou vlády Eduarda Hegera.
Dne 31. srpna 2022 podal demisi. Ve funkci zůstal do odvolání prezidentkou Zuzanou Čaputovou. Jeho nástupcem byl 13. září 2022 jmenován Karel Hirman.
Ke konci října 2023 Sulík oznámil po téměř patnácti letech svůj konec ve vedení SaS. Ke změně předsedy došlo 16. března 2024 a stal se jim tehdejší místopředseda Branislav Gröhling. Sulík byl zvolen do nově vytvořené funkce čestného předsedy. V evropských volbách v roce 2024 kandidoval jako lídr kandidátní listiny SaS, ale nebyl zvolen. Strana totiž získala 4,92 % a žádný mandát. V září 2024 odešel z politiky a rezignoval na mandát poslance.